# Pleasant Hill (Luisiana)
Pleasant Hill é uma vila localizada no estado americano de Luisiana, na Paróquia de Sabine.

## Demografia
Segundo o censo americano de 2000, a sua população era de 786 habitantes.
Em 2006, foi estimada uma população de 722, um decréscimo de 64 (-8.1%).

## Geografia
De acordo com o United States Census Bureau tem uma área de
4,0 km², dos quais 4,0 km² cobertos por terra e 0,0 km² cobertos por água. Pleasant Hill localiza-se a aproximadamente 87 m acima do nível do mar.

## Localidades na vizinhança
O diagrama seguinte representa as localidades num raio de 28 km ao redor de Pleasant Hill.